# Calcio ai Giochi della XXII Olimpiade - Qualificazioni
Le qualificazioni al torneo di calcio alla XXII Olimpiade furono disputate da 80 squadre (20 europee, 7 sudamericane, 16 nord e centroamericane, 20 africane e 17 asiatiche).
L'Unione Sovietica (Paese ospitante) e la Germania Est (Campione olimpico in carica) ottennero la qualificazione automatica al torneo. Ad esse, si sarebbero aggiunte 4 squadre dall'Europa, 2 dal Sud America, 2 dal Nord/Centro America, 3 dall'Africa e 3 dall'Asia.

## Squadre qualificate
- Algeria
- Argentina[1]
- Cecoslovacchia
- Colombia
- Costa Rica
- Egitto[2]
- Germania Est
- Ghana[3]

- Iran[4]
- Jugoslavia
- Kuwait
- Malaysia[5]
- Norvegia[6]
- Spagna
- Stati Uniti[7]
- Unione Sovietica